# Irene Keller
Irene Keller (* 1950 in Vitznau) ist eine Schweizer Politikerin (FDP). Dem Kantonsrat des Kantons Luzern gehörte sie von 2007 bis 2023 an.

## Beruf und Privates
Irene Keller wuchs mit drei Schwestern in einem Hotel auf. Nach dem Schulbesuch in Vitznau und Hertenstein maturierte sie in Luzern. Ihr Studium der Romanistik an der Universität Bern brach sie ab, als 1975 ihr Sohn geboren wurde. Sie gab bis 1980 Französischunterricht an der Bezirkschule Baden. Von 1980 bis 1997 führte sie das eigene Hotel am Vierwaldstättersee und absolvierte 1984 ihr Diplom als Hotelière. Von 1997 bis 2007 sowie von 2016 bis 2019 arbeitete sie als Berufsschullehrerin bei der Hotel & Gastro formation und beim BBZ Luzern. Zwischenzeitlich übernahm sie von 2000 bis 2016 das Amt des Gemeindeammanns in Vitznau und verantwortete die Ressorts Finanzen, Öffentliches Bauen, Umwelt und Sicherheit sowie Infrastruktur.
Keller wohnt in Rigi Kaltbad und vollendete 2012 die Besteigung aller 48 Viertausender der Schweiz.

## Politik
Keller gehört der FDP.Die Liberalen Luzern an. Sie war von 1972 bis 1990 Vorstand und Vizepräsidentin der Liberalen Partei Vitznau und sass von 1987 bis 2016 im Gemeinderat. Sie war von Juni 2007 bis Juni 2023 Kantonsrätin des Wahlkreises Luzern-Land. Als Kantonsratspräsidentin hatte Keller im Jahr 2014 das höchste Amt im Kanton inne. Die Vizepräsidentschaft hatte sie im Januar 2013 übernommen. Daneben war sie unter anderem Vizepräsidentin der Planungs- und Finanzkommission (2011–2015) und der Staatspolitischen Kommission (2015–2023) sowie Präsidentin der Aufsichts- und Kontrollkommission des Kantonsrats (2019–2023).
Keller war von 2000 bis 2007 Präsidentin und Vorstand des Gemeindeammännerverbands sowie von 2002 bis 2015 Präsidentin und Vorstand der Luzerner Pensionskasse (LUPK). Daneben hatte sie weitere Ämter und Mandate in den Bereichen Entsorgung, Gemeindeinformatik und Verkehrsverbund Luzern (VVL) inne.

## Belege
1. 1 2 3  lu.ch: Kantonsratsprofil (abgerufen am 5. Januar 2023)
2. 1 2  irenekeller.ch: Vita. (abgerufen am 5. Januar 2023)
3. 1 2  irenekeller.ch: Politik. (abgerufen am 5. Januar 2023)

| Personendaten    | Personendaten                                     |
| ---------------- | ------------------------------------------------- |
| NAME             | Keller, Irene                                     |
| KURZBESCHREIBUNG | Schweizer Politikerin der FDP.Die Liberalen (FDP) |
| GEBURTSDATUM     | 1950                                              |
| GEBURTSORT       | Vitznau, Schweiz                                  |